# Talaash
Talaash è un film del 2012 diretto da Reema Kagti.

## Trama
In seguito alla morte sospetta di una famosa stella del cinema che è finita con la sua auto nelle acque, L'ispettore Surjan Shekhawat indaga per stabilire se si tratti di un incidente o di un crimine. Shekhawat, che ha un passato deprimente, inoltre dovrà occuparsi del suo matrimonio e l'aiuto di una prostituta.

## Colonna sonora
1. Suman Sridhar – Muskaanein Jhooti Hai – 3:20
2. Vishal Dadlani – Jee Le Zaraa – 3:37
3. Sona Mohapatra, Ravindra Upadhyay – Jiya Lage Na – 4:37
4. Ram Sampath, Rupesh – Hona Hai Kya – 4:43
5. Ram Sampath – Laakh Duniya Kahe – 6:04
6. Vishal Dadlani – Jee Le Zaraa (remix) – 3:59